# Siegfried Gropper
Siegfried Gropper (* 2. Juni 1921 in Landsberg am Lech; † 6. Oktober 1997) war ein deutscher Jurist und Bankmanager.

## Leben und Wirken
Gropper leistete nach dem Abitur während des Zweiten Weltkriegs bis 1945 Kriegsdienst. Anschließend studierte er Rechts- und Staatswissenschaften an der Universität München, legte 1948 das Referendarexamen und 1951 das Assessorexamen ab. 1950 promovierte er mit der Arbeit Die Beschlagnahme von Kraftfahrzeugen – Rechtsgrundlagen und Rechtsfolgen zum Dr. jur.
1951 trat er in die Bayerische Kreditbank (eine von zehn Regionalgesellschaften der Deutschen Bank) ein, wurde 1956 zum Direktor ernannt und Leiter der Filiale in München mit dem Geschäftsbereich Bayern. Somit war er Mitglied der zweiten Führungsebene der Deutschen Bank und einer von etwa einem Dutzend Filialleitern. Als die Deutsche Bank 1959 zum zweiten Mal versuchte, BMW und Daimler-Benz zu einem großen Automobilkonglomerat zusammenzuschließen, sprach er sich nachdrücklich gegen eine solche Fusion aus. Angesichts der wachsenden Belastung der Bauwirtschaft mit Garantieverpflichtungen im In- und Auslandsgeschäft schlug er staatliche Maßnahmen vor, die unter anderem in dem Mittelständischen Exportgarantieprogramm verwirklicht worden sind.
1972 wurde ihm Generalvollmacht für die Deutsche Bank AG erteilt. Er war damit einer von etwa 10 generalbevollmächtigten Direktoren der zweiten Führungsebene. Daneben übte er diverse Aufsichtsratsmandate aus, darunter den Aufsichtsratsvorsitz bei der Ackermann-Göggingen AG und der Mechanischen Baumwollspinnerei und Weberei Bayreuth (bis 1976). Er war Mitglied der Aufsichtsräte der Bayerischen Elektrizitätswerke AG, der Hutschenreuther AG in Selb, der Papierwerke Waldhof-Aschaffenburg (PWA), der P. Gossen GmbH in Erlangen sowie der Augsburger Kammgarn-Spinnerei (AKS). Außerdem war er stellvertretender Vorsitzender des Verwaltungsrates des Schreibwarenherstellers Faber Castell in Stein bei Nürnberg und Mitglied des Beirats bei den Lech-Elektrizitätswerken, der Firma Kaut-Bullinger & Co. in München sowie der Firma Karl Richtberg KG in Regensburg.

## Ehrenamt
Gropper übernahm ehrenamtliche Aufgaben in zahlreichen Gremien der Wirtschaft und in Sozialeinrichtungen, die er teilweise selbst finanziell unterstützte. Er war Mitglied des Arbeitsausschusses des Bayerischen Bankenverbandes, Mitglied des Vorstandes des Münchner Handelsvereins, Mitglied der Zulassungsstelle für Wertpapiere an der Bayerischen Börse und Ehrenamtlicher Richter am Landgericht München I, Kammer für Wertpapierbereinigung.
Er war Mitglied des Vorstandes der AOK München, Vorstand und Schatzmeister des St. Marien-Ludwig-Ferdinand-Kinderheimes sowie Mitglied des Kuratoriums der Lebenshilfe für das geistig behinderte Kind. Außerdem war er Erster Vorsitzender des Vorstandes der Gesellschaft der Freunde und Förderer des Deutschen Alpenvereins, seit 1948 Mitglied des Turner-Alpen-Kränzchen e. V. (Sektion des Deutschen Alpenvereins) und Schatzmeister der Gesellschaft der Freunde der Kammerspiele.

## Ehrungen
- 1978: Bayerischer Verdienstorden
- 1988: Großes Verdienstkreuz der Bundesrepublik Deutschland[4]